# Euthlastoblatta facies
Euthlastoblatta facies är en kackerlacksart som först beskrevs av Walker, F. 1868.  Euthlastoblatta facies ingår i släktet Euthlastoblatta och familjen småkackerlackor. Inga underarter finns listade i Catalogue of Life.